# Insuetophrynus acarpicus
Insuetophrynus acarpicus är en groddjursart som beskrevs av Barrio 1970. Insuetophrynus acarpicus ingår i släktet Insuetophrynus och familjen Cycloramphidae. IUCN kategoriserar arten globalt som akut hotad. Inga underarter finns listade i Catalogue of Life.